# Ampelografia

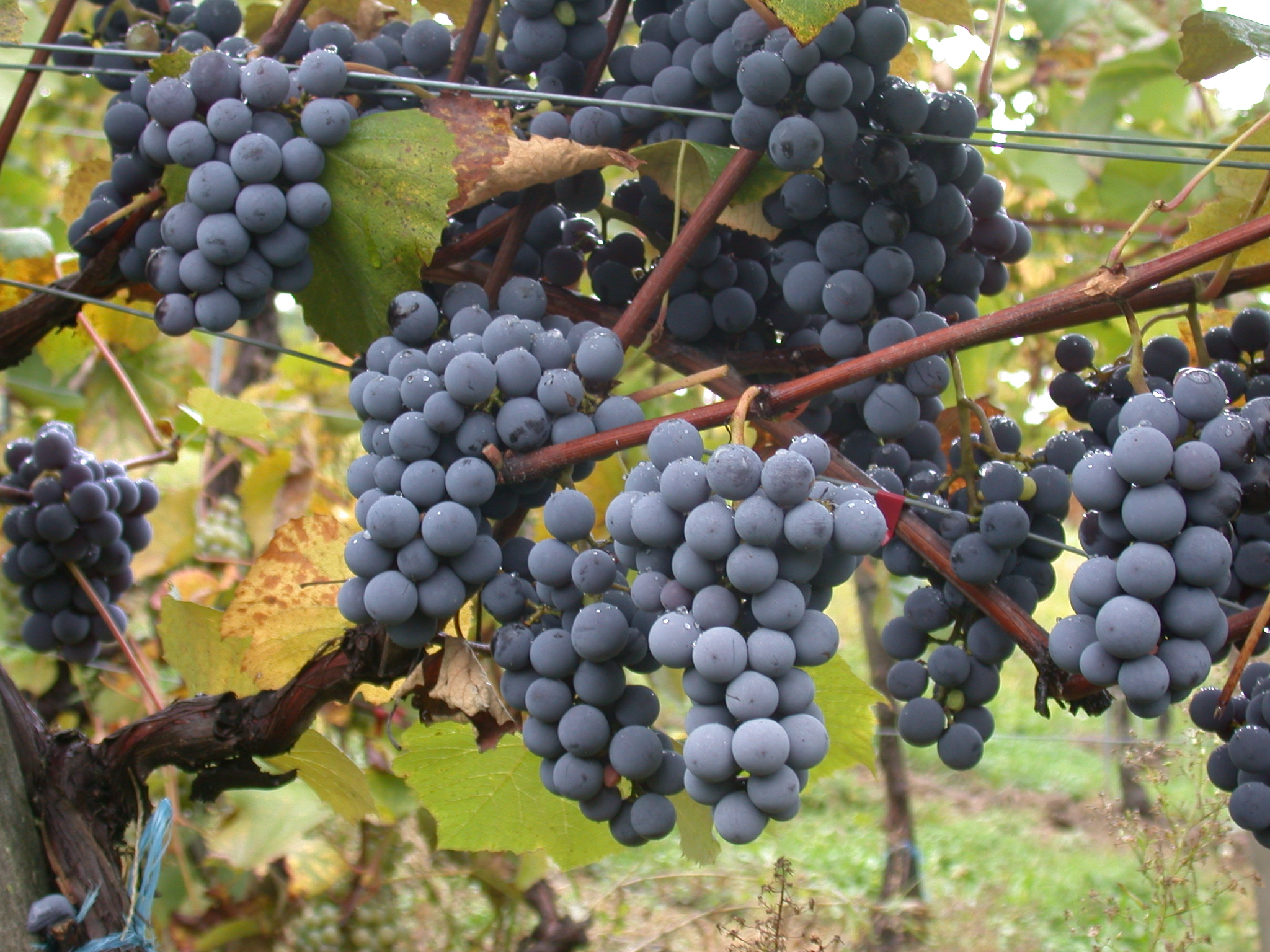
Cachos maduros da casta Ripatella.

A ampelografia (do grego clássico Αμπελος, ' vinha' + γραφος, 'descrição') é a disciplina da botânica e da agronomia que estuda, identifica e classifica as variedades, em geral denominadas castas de videira com base na descrição morfométrica das características dos vários órgãos da planta. As características observadas incluem tradicionalmente a forma e coloração das folhas e dos cachos e bagos de uva e a morfologia das estruturas apicais dos rebentos da videira, mas recentemente estas observações, em geral complexas e sujeitas a subjectividade, estão a ser progressivamente substituídas pela determinação do perfil genético das plantas com base no estudo dos seus DNA e RNA. Para padronizar as observações, a Organização Internacional da Vinha e do Vinho (OIVV) estabeleceu os 88 descritores que devem ser obtidos num estudo morfométrico completo e que são requeridos para o registo de uma casta. Com base nesse critério são reconhecidas no Mundo cerca de 5 000 castas diferentes de Vitis, das mais de 10 000 que se estima sejam cultivadas, as quais, com a respectiva sinonímia e variantes linguísticas, correspondem a mais de 40 000 nomes registados.

## História
Desde o inicio da história do vinho, que os viticultores se têm preocupado em classificar as diferentes variedades de videira que utilizam na sua produção já que o  género Vitis é naturalmente complexo e variável, características que foram amplamente exploradas durante milhares de anos de cultivo para seleccionar plantas com características produtivas e enológicas adequadas às diferentes regiões e paladares. Em resultado, existem milhares de variedades distintas, em geral chamadas castas, que sofrem frequentes mutações, originando um número crescente de variedades. 
Esta variabilidade, associada ao enorme valor económico e crescente sofisticação da viticultura, cedo despertou um grande interesse pela correcta identificação das castas, variedades e clones existentes, até porque o sucesso das plantações e dos vinhos produzidos de tal depende. Já nos princípios da nossa era, Plínio, o Velho descrevia com detalhe mais de 90 variedades de videira no tomo XIV da sua História Natural. Também Columela, no século I, distingue com clareza castas de alta produtividade e castas de produtividade modesta, mas de grande valor gustativo, e elenca cerca de quarenta castas, descrevendo com precisão as suas principais características ampelográficas: forma das folhas e dos sarmentos, resistência às doenças e á secura, produtividade e valor do vinho que produziam. 
Ao longo do século XIX, particularmente depois do aparecimento de duas pragas que colocaram em perigo a sobrevivência da cultura da vinha: o oídio e a filoxera, a ampelografia foi ganhando carácter científico e crescente importância, já que dela dependia a correcta identificação dos cultivares e a determinação da sua resistência às diferentes patologias.
Particularmente após a grande crise desencadeada pela filoxera, surgiram numerosas obras destinadas a ajudar na identificação de castas, sendo a principal, e ainda hoje uma obra indispensável na disciplina, a Ampélographie française, publicada em 1857 por Victor Rendu, contendo um conjunto de soberbas litografias coloridas à mão da autoria de Eugene Grobon.
Contudo, em geral aceita-se que a ampelografia contemporânea nasceu em Montpellier, no ano de 1940, com o trabalho de Pierre Galet, um professor da École Nationale Supérieure Agronomique de Montpellier, que estabeleceu as técnicas para a identificação das distintas variedades. Enquanto até ali a ampelografia era essencialmente uma arte, o seu método baseia-se numa análise precisa e sistemática da estrutura, forma e cor de diversas partes da planta, como as flores, gomos, pecíolos, folhas e racemos, para além do aspecto, cor e sabor dos bagos.
A obra de Pierre Galet, intitulada Ampélographie Pratique, apareceu em 1952, incluindo 9 600 castas de vinha, sendo traduzida para inglês em 1979, tendo aparecido uma versão actualizada em 2000.
O método de Galet permite validar e corrigir os sinónimos, que são amplamente usados e para detectar diferentes variedades que podem receber o mesmo nome dependendo da região.
Apesar do esforço investido no seu aperfeiçoamento, o método não funciona bem quando se pretende distinguir clones, subvariantes ou mutações. Para além disso, pode induzir em erro quando não é considerado o efeito das diferenças climáticas e das patologias que tenham modificado a morfologia da planta.
Como forma de evitar esses problemas, a ampelografia moderna incorporou a análise genética das variedades logrando assim normalizar os códigos de classificação e eliminar muitas das ambiguidades existentes. Estão em curso esforços internacionais concertados no sentido de analisar sistematicamente o perfil genético das castas conhecidas e estabelecer um modelo de perfilagem genética que elimine as duplicações e as falsas inclusões.
Carole Meredith da University of California em Davis foi pioneira no uso dos perfis genéticos para a identificação de castas de videira. Entre as descobertas mais famosas que obteve com o seu método está a determinação que as vinhas Zinfandel, Primitivo e Crljenak Kaštelanski pertencem a uma única casta, e a identificação das castas ancestrais da Sangiovese como sendo as Ciliegiolo e Calabrese Montenuovo. Estes estudos têm vindo a fornecer interessantes conclusões sobre a história da viticultura e os padrões de migração e comércio que lhe estão associados.
A obtenção do perfil genético utiliza segmentos de DNA que não estão directamente ligados ao aspecto ou sabor das uvas, incluindo genes diferenciadores como os VvMYBA1 e VvMYBA2, que controlam a cor dos bagos, ou o VvGAI1 que diferencia o Pinot meunier do Pinot noir.
O maior centro mundial de ampelografia está sedeado no Domaine de Vassal, no Hérault, França, sendo aí estudadas e preservadas mais de 5 000 castas.